# Osvaldo Codaro

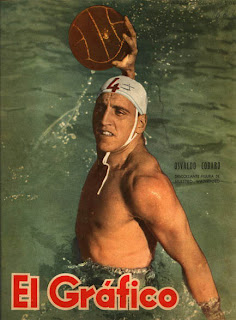
Codaro auf dem Titelbild der Sportillustrierten El Gráfico (1950)

Osvaldo Horacio Codaro Peirano (* 9. Dezember 1930 in Avellanada, Argentinien; † 6. Juni 2017 in Rio de Janeiro, Brasilien) war ein argentinischer Wasserballspieler. Er gewann 1951 und 1955 mit der argentinischen Mannschaft den Titel bei den Panamerikanischen Spielen, 1959 war er Zweiter und 1963 Dritter.

## Karriere
Codaro lernte mit zehn Jahren Schwimmen und begann im Alter von 14 Jahren mit dem Wasserball. Obwohl er in den Jahren von 1950 bis 1953 mehrere argentinische Meistertitel auf den Freistilstrecken gewann, war Codaro wegen seiner Körpergröße von 1,90 m und seiner Statur für den Wasserballsport prädestiniert.
Seit 1947 war Codaro Mitglied der Wasserballnationalmannschaft. Beim olympischen Wasserballturnier 1948 in London war er der jüngste Spieler und körperlich einer der größten. Codaro spielte im Rückraum Mitte und war in allen Spielen dabei, seine Mannschaft schied nach der Zwischenrunde aus.
1951 wurden in Buenos Aires die ersten Panamerikanischen Spiele ausgetragen und die Mannschaft des Gastgeberlandes gewann den Titel vor den Brasilianern. 1952 bei den Olympischen Spielen in Helsinki erreichte Argentinien kampflos die Gruppenphase, verlor dann aber dreimal und schied als Gruppenletzter aus. Codaro war in allen Spielen als Stürmer dabei.
1955 gewann Argentinien auch das zweite Wasserballturnier bei Panamerikanischen Spielen. Im Jahr darauf nahmen die argentinischen Wasserballer nicht an den Olympischen Spielen in Melbourne teil. Bei den Panamerikanischen Spielen 1959 siegte die Mannschaft aus den Vereinigten Staaten vor den Argentiniern. 1960 beim olympischen Wasserballturnier in Rom war Codaro wieder als Stürmer dabei und warf drei Tore, die Mannschaft schied nach der Vorrunde aus. Bei den Panamerikanischen Spielen 1963 belegte Argentinien noch einmal den dritten Platz hinter den Brasilianern und dem Team aus den Vereinigten Staaten. Danach gewann Argentinien nie wieder eine Wasserball-Medaille bei Panamerikanischen Spielen. Codaro trat nach den Panamerikanischen Spielen 1971 zurück.
Auf nationaler Ebene gewann Codaro 22 argentinische Meistertitel im Wasserball. Nach seinem Rücktritt als Spieler war er von 1975 bis 1981 Nationaltrainer, von 1985 bis 1988 war er Präsident der argentinischen Wasserball-Föderation. Nach seinem Tod wurde er in die International Swimming Hall of Fame (ISHOF) aufgenommen.